# 米爾 (格羅德諾州)
米尔是白俄罗斯格罗德诺州的一个城镇，位于首都明斯克西南85公里，约有2500人。
1939年之前，该镇曾经属于波兰。

## 历史

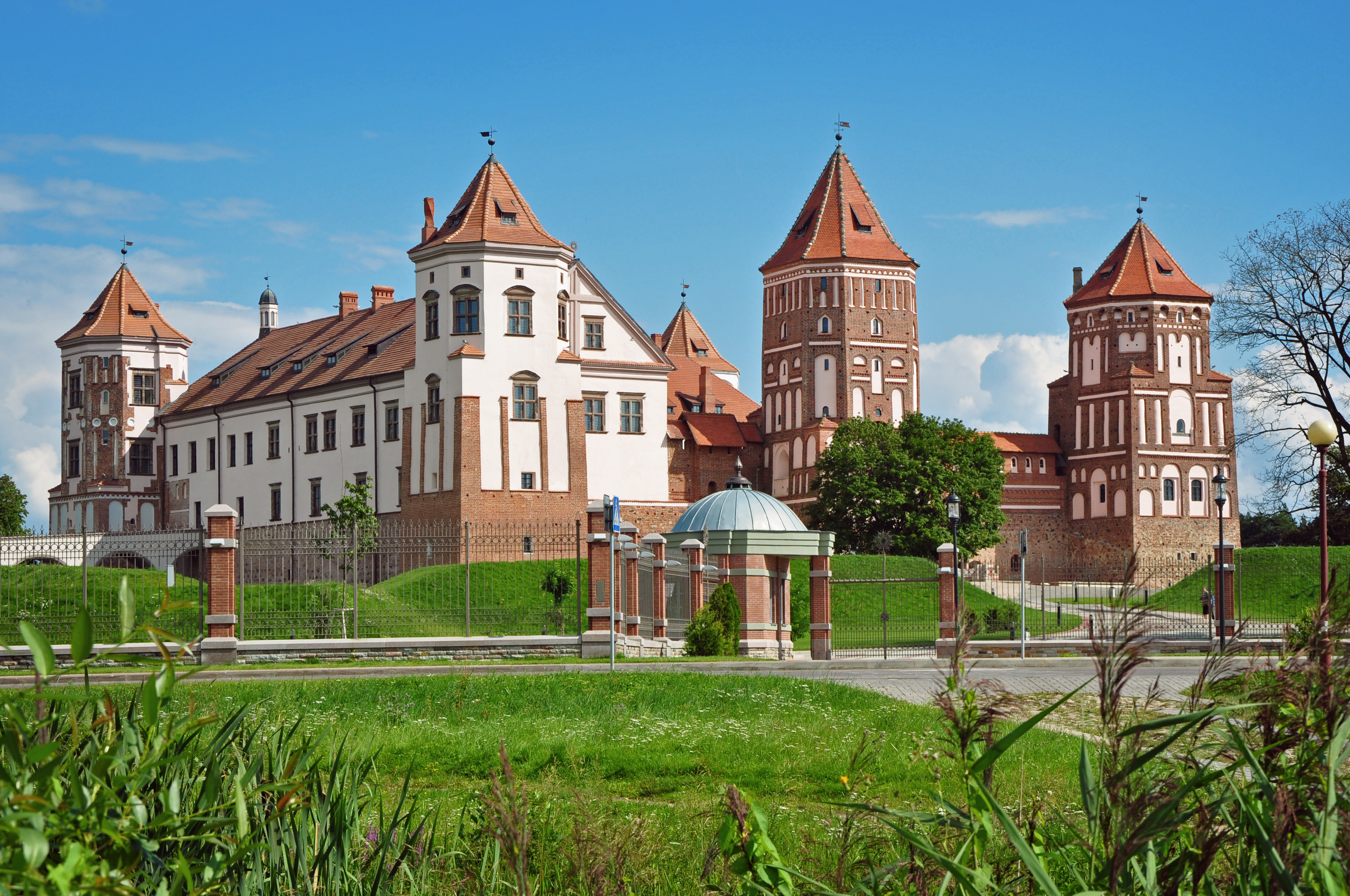
米尔城堡

米尔镇建立于1345年之前。在蒙古入侵之后，基辅罗斯衰微，自1242年起这一带属于立陶宛大公国。由于这里是米尔城堡的所在地，因而历史上多次成为攻击的目标。1569年，该镇成为波兰立陶宛联邦的一部分。1655年和1706年两次被瑞典军队摧毁。1792年，入侵的俄国军队在此与波兰立陶宛联邦军队作战。次年瓜分波兰时，该镇成为俄国的一部分。1812年拿破仑入侵俄国时，俄国军队在此与华沙公国军队作战。
1920年，波兰收复米尔。1939年9月苏联占领米尔。1941到1944年，米尔被纳粹德国占领。此后该镇属于苏联的白俄罗斯加盟共和国，1991年白俄罗斯独立。
1939年以前，米尔每年举办两次著名的马匹贸易（5月9日和12月6日），每次持续四周时间。吉卜赛人控制了米尔的马匹贸易。但是在1941年，纳粹德国入侵苏联，杀害了米尔的吉卜赛人。
1939年以前，米尔还是著名的犹太教研究中心，米尔经学院于1815年在此成立。1939年苏联红军入侵波兰，经学院被迫迁往立陶宛，不久迁往中国上海。二战后，米尔经学院在耶路撒冷和布鲁克林继续开办。在二战前夕，在米尔有2400名犹太人，占全镇人口的一半。他们除了50人逃脱外，其余全部在1941年被德国人杀害。
目前，该镇规模已经明显收缩 。

## 名人

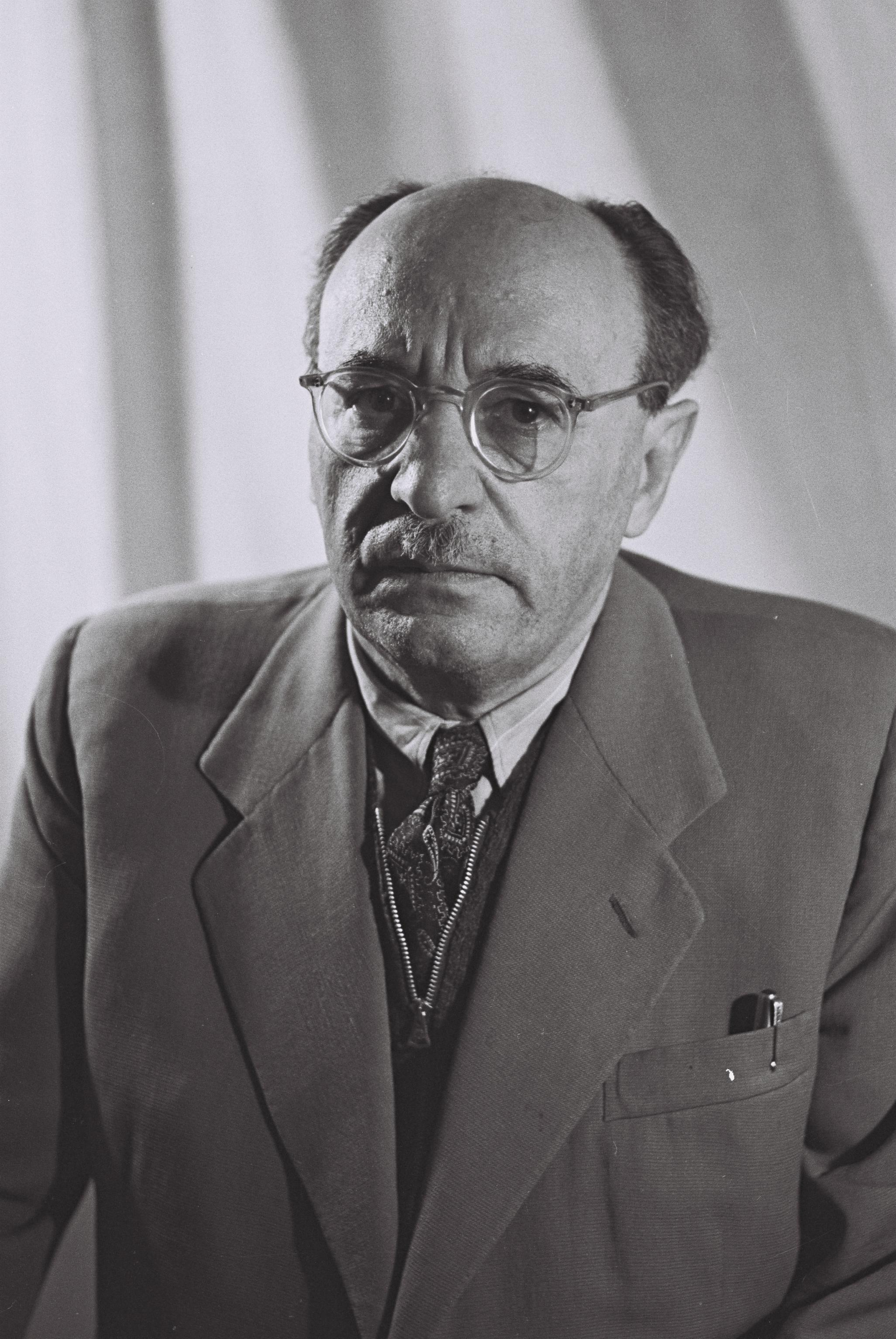
扎勒曼·夏扎尔

- 扎勒曼·夏扎尔（1889年 - 1974年），以色列作家、诗人、第三任以色列总统